# Louis Blériot
Louis Charles Joseph Blériot (1. července 1872 Cambrai – 2. srpna 1936 Paříž) byl francouzský vynálezce a letecký konstruktér. V roce 1909 uskutečnil první let přes kanál La Manche v letadle těžším než vzduch.

## Život
Narodil se v Cambrai, vystudoval inženýrství na École centrale Paris. Svůj zájem o letectví předvedl, když v roce 1900 postavil svou vlastní ornitoptéru, typ letadla z raných dob letectví, které za účelem letu napodobovalo ptáky máváním křídel.
Blériot a jeho společník Gabriel Voisin založili továrnu na vývoj a výrobu letadel Établissements Blériot-Voisin. V letech 1903 až 1906 společnost vyvinula několik typů letadel, které však neměly velký úspěch. Různé pohledy na konstrukci letadel v roce 1908 vedly k ukončení spolupráce. Voisin neviděl budoucnost letadla v jednoplošnících, Blériot byl opačného názoru.
Po letech, kdy se zdokonaloval v umění pilotáže, se Blériot rozhodl pokusit získat cenu jednoho tisíce liber nabízenou londýnským deníkem Daily Mail za úspěšný přelet kanálu La Manche. 25. července 1909 uletěl 35 km z Les Barraques (blízko Calais) do Doveru ve svém motorovém letounu Blériot XI poháněném benzínem Shell Spirit. Let v průměrné výšce 100 metrů trval 37 minut.
Po tomto letu získal Blériot více než sto objednávek na typ XI, nakonec bylo vyrobeno celkem asi 800 kusů. Blériot se tak stal prvním výrobcem komerčních letadel. Později byl označován za „otce moderního jednoplošníku“. Blériot získal francouzskou „licence de pilote“ č. 1 (ale jen díky abecednímu pořadí z několika pilotů) s rokem 1911.
V následujících letech se stal Blériot úspěšným podnikatelem, který ve své firmě Société Pour Aviation et ses Derives (známější pod akronymem SPAD) vyrobil tisíce letadel nasazených státy Trojdohody do bojů v 1. světové válce.
Vyráběl také automobilové svítilny, motocykly a jízdní kola.
Je pohřben ve Versailles.

## Přelet průlivu La Manche

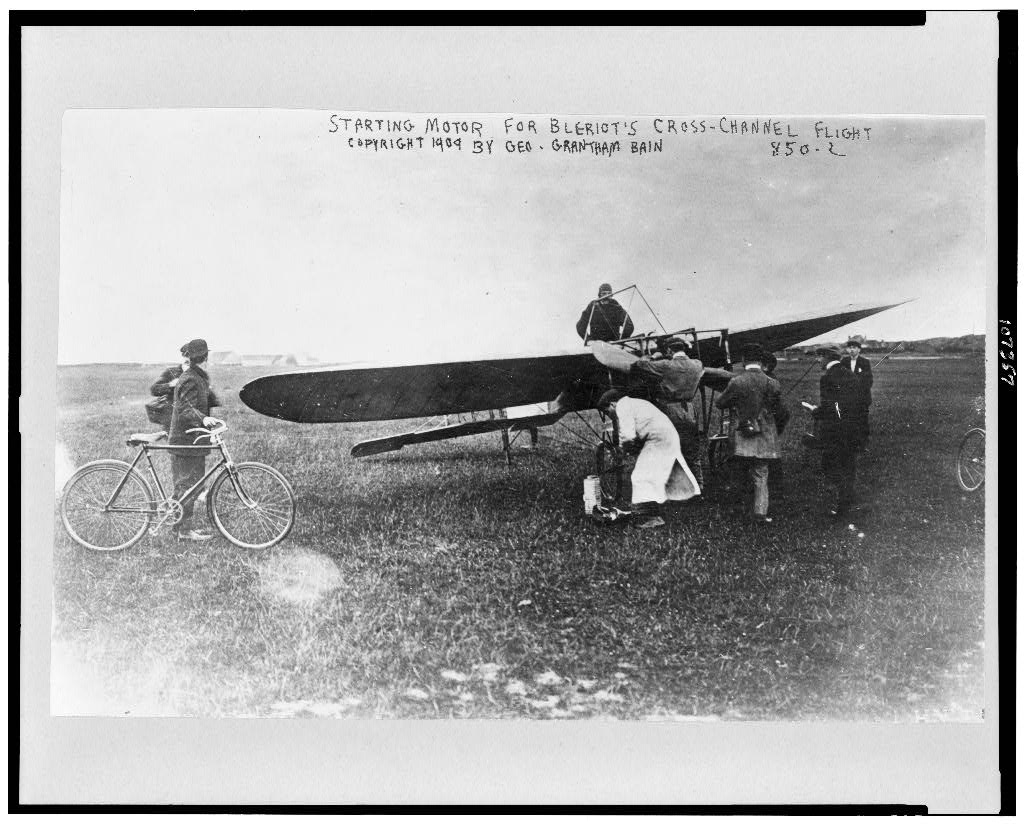
Blériot.XI startuje k přeletu průlivu

V říjnu 1908 vypsal majitel novin London Daily Mail lord Northcliffe cenu ve výši 1000 liber, která byla přislíbena za přelet Lamanšského průlivu. O získání ceny za pokusili dva piloti: britský pilot Hubert Latham s letadlem Antoinette a Louis Blériot s typem No. XI.
Latham 19. července pro selhání motoru neuspěl a 6 mil od anglického pobřeží přistál na vodě. Louis Blériot vzlétl 25. července 1909 v ranních hodinách z pole nedaleko Calais na mírně upraveném letadle Blériot XI. Vzdálenost 36,6 km uletěl za 37 minut a přistál na anglické půdě nedaleko Doverského hradu. Louis Blériot cenu získal, i když při přistání poškodil vrtuli a podvozek. Pilot však zraněn nebyl (nohu měl v sádře už při startu). V Londýně si letadlo prohlédlo za čtyři dny kolem 120 000 lidí. Ve Francii byl vřele přivítán a získal titul rytíř Čestné legie.

## Odkaz v kultuře
V roce 1914 namaloval malíř Robert Delaunay obraz „Hommage à Blériot“, jako hold průkopníkovi letectví.
V den stého výročí Blériotova prvního přeletu kanálu, 25. července 2009, opakoval francouzský letec Edmond Salis let ve věrné replice slavného stroje. Přestože jeho let trval o několik minut déle než Louisi Blériotovi, podvozek jeho letounu zůstal bez poškození.
Letadlo používané Blériotem k jeho letu přes kanál je umístěno v pařížském „Muzeu umění a řemesel“; francouzský básník Guillaume Apollinaire uvedl, že sem bylo převezeno „v triumfálním průvodu“.
Na Blériotovu počest je pojmenován ledovec Blériot v Grahamově zemi v Antarktidě.